# Les Sœurs Hamlet
 (septembre 2013).
Si vous disposez d'ouvrages ou d'articles de référence ou si vous connaissez des sites web de qualité traitant du thème abordé ici, merci de compléter l'article en donnant les références utiles à sa vérifiabilité et en les liant à la section « Notes et références ».
Pour plus de détails, voir Fiche technique et Distribution.
Les Sœurs Hamlet est un film français réalisé par Abdelkrim Bahloul, sorti en 1998.

## Fiche technique
- Réalisation : Abdelkrim Bahloul
- Scénario : Abdelkrim Bahloul, avec la collaboration de Neïla Chekkat
- Musique : Safy Boutella
- Photographie : George Lechaptois
- Montage : Pierre Didier
- Production : Djafar Djaafari
- Société de production : Les Films sur la place
- Société de distribution : Eurozoom
- Pays de production :  France
- Langues originales : français et anglais
- Format : couleur
- Dates de sortie : 
  - France : 16 novembre 1996 (Festival international du film d'Amiens) ; 18 février 1998 (sortie nationale)

## Distribution[1]
- Emilie Altmayer : Sonia Hamlet
- Bérénice Bejo : Karine Hamlet
- Mouloud Tadjer : Allel
- Colette Nucci : Mme Hamlet, la mère de Sonia et Karine
- Fabrice Centeno : Thomas
- Gad Elmaleh: Malo
- Boris Terral : Kriss
- Daniel Romand : l'employé des PTT
- Paul Baïxas : le voisin
- Élisabeth Commelin : le restaurateur
- Catherine Andrea : la folle
- Séverine Automanelli : la prostituée blonde
- Yannick Bontoux : le syndicaliste de Télécom
- Alexandre Caignet : le videur de la boîte
- Thierry Chiffe : le responsable de la boîte
- Nicolas Corsini : un jeune homme
- Pascal D'Amato : le dragueur de la boite
- Suzanne Drouet : uneinfirmière
- Philippe Duigenen : le père
- Marion Dumas : la fille de l'accident
- Mary Einkeleburg : l'Américaine
- Frédérique Farina : une infirmière
- Philippe Ferrand : le directeur de Télécom
- Sonia Foret : la petite fille au téléphone
- Gilles Gleizes : le chef de salle de Télécom
- Bourlem Guerdjou : un serveur
- Michèle Harfaut : une mère
- Gilles Lellouche : le serveur de la boite
- Charles Maquignon : le forcené de l'hôpital
- Olivier Mare : un serveur
- Abdellah Ouahabi : le patron du pub
- Déborah Perret : la maîtresse
- Antoine Ruello : le client du taxi
- Juliette Steimer : une cliente de la boite
- Anne Stoetzel : une jeune femme
- Martine Vanderberghe : Cathy